# Tab
Tab (németül: Tabau) város Somogy vármegyében, a Tabi járás központja.

## Fekvése
Tab a külső-somogyi dombvidék központi települése. Huszonnégy község tartozik a vonzáskörzetéhez.
A Balatontól délre, Siófoktól mintegy 25 kilométerre terül el, az északi szélesség 46,7 és a keleti hosszúság 18,0 fokán található.
A város főutcája, a 6511-es út északkelet-délnyugati irányban húzódik, mivel a hajdani szalagtelepülés párhuzamosan épült a Kis-Koppány patakkal. Az északi szomszédságában fekvő településekkel, és azokon keresztül Zamárdi térségével a 6501-es út, délkeleti szomszédaival és a Tolna vármegyei Iregszemcsével a 6509-es út köti össze. Belterületének nyugati szélén ágazik ki a 6511-es útból a Zala községbe vezető 65 122-es számú mellékút.
Közigazgatási területéhez három puszta tartozik: Csabapuszta, Gyurgyókapuszta és Ugajpuszta.

## Története
A település első említését egy 1211-ben kelt oklevélből ismerjük villa Thob elnevezéssel. A helységet 1320-ban a Szent Péter apostol tiszteletére emelt templom birtokai sorában említik. E terület benépesülésére utal, hogy a templomépítés már korábbi évekre vonatkozó betelepülést feltételez, hiszen a földrajzilag szomszédos települések létéről oklevelek már a 11-12. században említést tesznek.
Az Árpád-ház kihalását követő trónviszályok során a mindenkori hatalmi erőviszonyokat követve a vidék gyakran cserélt gazdát. Thobot 1385–86-ban az Ugali család birtokai között találni. A nevet a Tab határában lévő Ugajpuszta jelzi, amely a középkorban falu volt. 1428–35: Rozgonyi István bakonyi főispán és neje, Szentgyörgyi Cecília, 1438-ban a Batthyányak és a velük vérrokon Fajszyak nyertek Tab határában adományt. A török hódoltság előtt még Ewleweldi Lászlónak és Tharródy Demeternek is voltak itt birtokaik.
Az ország három részre szakadását követően e vidék is török uralom alá került. Az első támadások már 1542-ben elérték a települést, de csak 1551–53 között foglalta el véglegesen a budai pasa, és a koppányi náhije (járás) birtokába helyezte. Az itt élők egy része a török elleni harcokban elesett, más része elmenekült, az itt maradottak a mocsarak, erdők lakói lettek. A török kincstári adólajstrom szerint Tab 1573–74-ben 12 adózó házból állott. Rendszeressé váltak a magyar–török végvári csatározások. A harcokban Nádasdy Ferenc és Zrinyi György a pápai várőrséggel rajtaütött a koppányi agán, és a törököket rövid időre kiűzték a vidékről.
A helységről 1660-ig nincs írott forrás, ettől az időtől a szigligeti vár tartozékai között sorolják fel. Nem sokkal Buda felszabadítását követően, 1689-ben újra magyar kézre került Tab is. Itt és a szomszédos falvakban (Csaba, Ugaj) a Fajszky család leszármazottai, a Nyitrából visszatért Mérey és Lengyel családok örökösei és a vérségileg hozzájuk tartozó Nyitrayak, Gussitsok, felsőbüki Nagyok és Révayak települtek le.
Az 1715. évi összeírásból ismert, hogy Tab 1712-től népesült be újra magyarokkal, németekkel és tótokkal. A bevándorlás és a telepítések során a lakosság száma folyamatosan emelkedett. Tabon nagyobb számú zsidóság megtelepülésére utal, hogy 1762-ben itt épült meg Somogy vármegye egyik legrangosabb zsidó imaháza. Tabot az országos kereskedelmi útvonalak ugyan nem érintették, de a helyi hatóságok – értékelve a zsidó polgárok kezdeményező és kereskedő szellemét – támogatták megtelepedésüket. 1798–1800 között Nagy Ferenc veszprémi kanonok támogatásával barokk stílusban helyreállították és kibővítették a katolikus templomot, melynek szentélyét és kegyúri oratóriumait Franz Xaver Bucher freskói (1799) díszítik. A fő- és mellékoltárak, a szószék és a padok copf stílusúak.
A helység 1847 elején mint mezőváros országos és hetivásárok tartására lett jogosult. Gazdasági fejlettségére és földrajzi központi szerepére hivatkozva következetes erőfeszítéseket tett azért, hogy a vármegye által javasolt Karád helyett Tab legyen a járási székhely. A települést 1871-ben a járási székhelyek közé sorolták. A századforduló ipari, kereskedelmi fejlődése, valamint a közigazgatási növekvő igénye tette lehetővé Zuckermandel Jakabnak, hogy nyomdát alapítson. Pallós Ignác – aki az 1906. október 23-án megnyitott Mocsolád-Tab-Siófok HÉV fő építője is volt – 1908-ban a vasútállomás szomszédságában modern gőztégla- és cserépgyárat hozott létre, amely Tab és környékének szabad munkaerejét tavasztól őszig foglalkoztatta. Termékeiből ausztriai és kelet-európai exportra is jutott. Vesztergál Lajos Tab és Vidéke címmel, 1909-ben lapot indított. 1913 februárjában az Otthon Kávéházban megkezdte vetítéseit a mozi. Megalakult a hitelszövetkezet. Egy évvel később, 1914-ben létrejött a tabi sportegyesület.

### 20. század
Az első és a második világháború súlyos emberveszteséget okozott. Az I. világháborúba Tabról 754 munkaképes férfit vonultattak be katonának. Ennek is következménye lett, hogy sok kisgazdaság fizetésképtelenné vált, tönkrement.
A háború után került Tabra a Szociális Missziótársulat. Apácák vezetésével a hit- és erkölcsoktatás mellett (ősztől tavaszig) az ifjúság és a felnőtt nőlakosság részére kézimunka-, háztartásvezetési és betegápolási tanfolyamokat szerveztek. A társulat helyébe 1928-ban a Népművelő Testvérek Társasága lépett, akik az óvoda és a népház építésére szereztek támogatást. Népapostol címmel, 1930-ban folyóirat indult, amely 1933-ig jelent meg. A két világháború között (bár kulturális intézménye nem volt a településnek) jelentős volt a közművelődési élet. A felekezeti elemi oktatás három intézményben folyt: a katolikus, az evangélikus és a zsidó iskolában.
A II. világháború első tabi következménye volt 670 zsidó lakos tevékenységének korlátozása. Lengyelország leigázását követően nagyszámú lengyel menekült érkezett Tabra, akiket a lakosság szívesen fogadott, sokakat bújtatott. 1944 májusában gettót létesítettek a térség zsidó lakosságának. Az 57. szovjet gárda lövészhadtest 1944. december 2-án érte el a települést.
Az 1950-es évek elején, a tanácsok létrejöttével a Tabi járás területe is megváltozott. Siófok járási székhelyként Somogy megyéhez került, Tab pedig Tolnából és a megszűnt igali járásból kapott falvakat, ezzel egészítve ki járása területét. Tab 1984. január 1-jei hatállyal városi jogú nagyközséggé vált, majd 1989. március 1-jével városi rangra emelkedett. 1994-től 2014-ig a Tabi kistérség székhelye volt, 2013-tól az újjáalakult Tabi járásé.

## Közélete

### Polgármesterei
- 1990–1994: Farkas István (független)[3]
- 1994–1998: Farkas István (független)[4]
- 1998–2002: Farkas István (független)[5]
- 2002–2006: Schmidt Jenő (független)[6]
- 2006–2008: Schmidt Jenő (független)[7]
- 2008–2010: Schmidt Jenő (Fidesz)[8]
- 2010–2014: Schmidt Jenő (Fidesz-KDNP)[9]
- 2014–2019: Schmidt Jenő (Fidesz-KDNP)[10]
- 2019–2024: Schmidt Jenő (Fidesz-KDNP)[11]
- 2024– : Nagy Gyula (független)[1]

A településen 2008. május 18-án időközi polgármester-választást kellett tartani, mert az addigi városvezetőnek megszűnt a polgármesteri pozíciója, a tisztséggel összefüggő bűncselekmény miatt. Schmidt Jenő polgármesteri tisztsége 2008. január 9-én szűnt meg, a polgármesterek jogállásáról szóló törvény szerint, egy rágalmazási ügy kapcsán meghozott bírósági ítélet alapján. A választáson ennek ellenére elindulhatott, és egyedüli jelöltként meg is nyerte azt.

## Népesség
A település népességének változása:
| Lakosok száma | 4430 | 4446 | 4286 | 4171 | 4116 | 4131 | 4063 |
|               | 2013 | 2014 | 2018 | 2021 | 2022 | 2023 | 2024 |

A 2011-es népszámlálás során a lakosok 83,5%-a magyarnak, 0,9% németnek, 0,5% cigánynak, 0,2% románnak mondta magát (16,4% nem nyilatkozott; a kettős identitások miatt a végösszeg nagyobb lehet 100%-nál). A vallási megoszlás a következő volt: római katolikus 43,6%, evangélikus 7,7%, református 6,8%, felekezet nélküli 10% (31% nem nyilatkozott).
2022-ben a lakosság 90,8%-a vallotta magát magyarnak, 0,9% németnek, 0,4% ukránnak, 0,3% cigánynak, 0,3% románnak, 2,1% egyéb, nem hazai nemzetiségűnek (8,6% nem nyilatkozott; a kettős identitások miatt a végösszeg nagyobb lehet 100%-nál). Vallásuk szerint 37% volt római katolikus, 6,1% evangélikus, 5,6% református, 0,2% görög katolikus, 0,1% ortodox, 0,5% egyéb keresztény, 0,9% egyéb katolikus, 12,3% felekezeten kívüli (37% nem válaszolt).

## Nevezetességei
- Tabon található Nagy Ferenc fafaragó[16] és Erényi Alajos festő galériája.
- Híres a tabi római katolikus templom falfreskójáról, amelyet Franz Xaver Bucher festett. Szintén ebben a templomban található a magyar Szent Korona élethű mása, melyet Erényi Alajos művész készített, akinek egy festménye a Vatikánban is megtalálható. A Takács Lajos apátplébános által készített szobrok díszítik a templomkertet. 2007. június 10-én (a tabi búcsú napján, az ez évi Úrnapján) nyitották meg újra a befalazott kriptát.
- Welsersheimb-kastély (ma szociális otthon működik benne)[17]

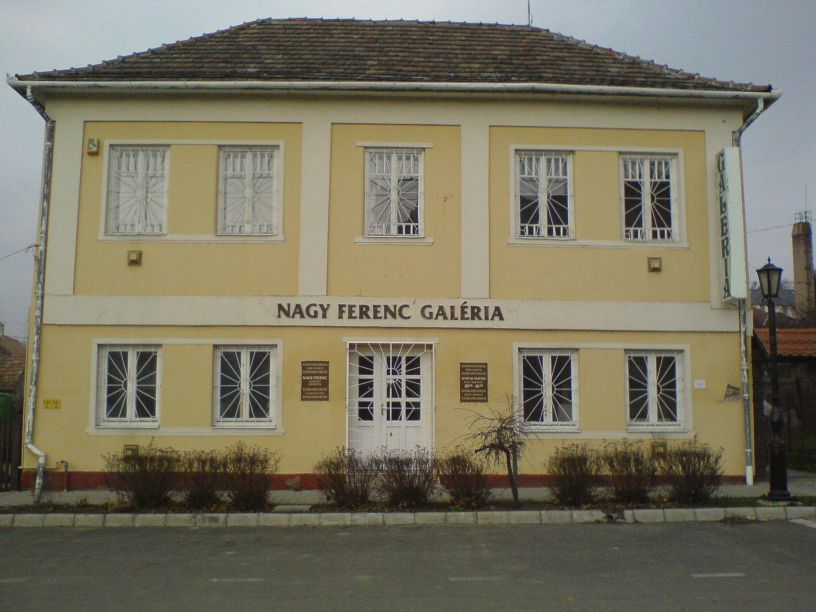
Nagy Ferenc Galéria
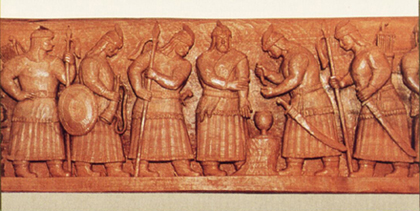
Nagy Ferenc faragása
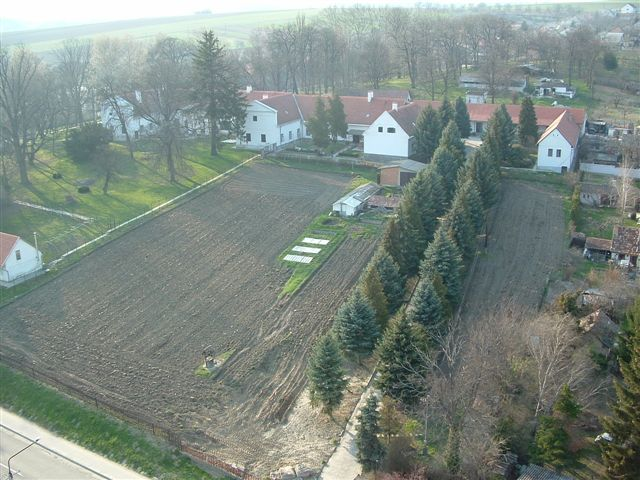
A Welsersheimb-kastély
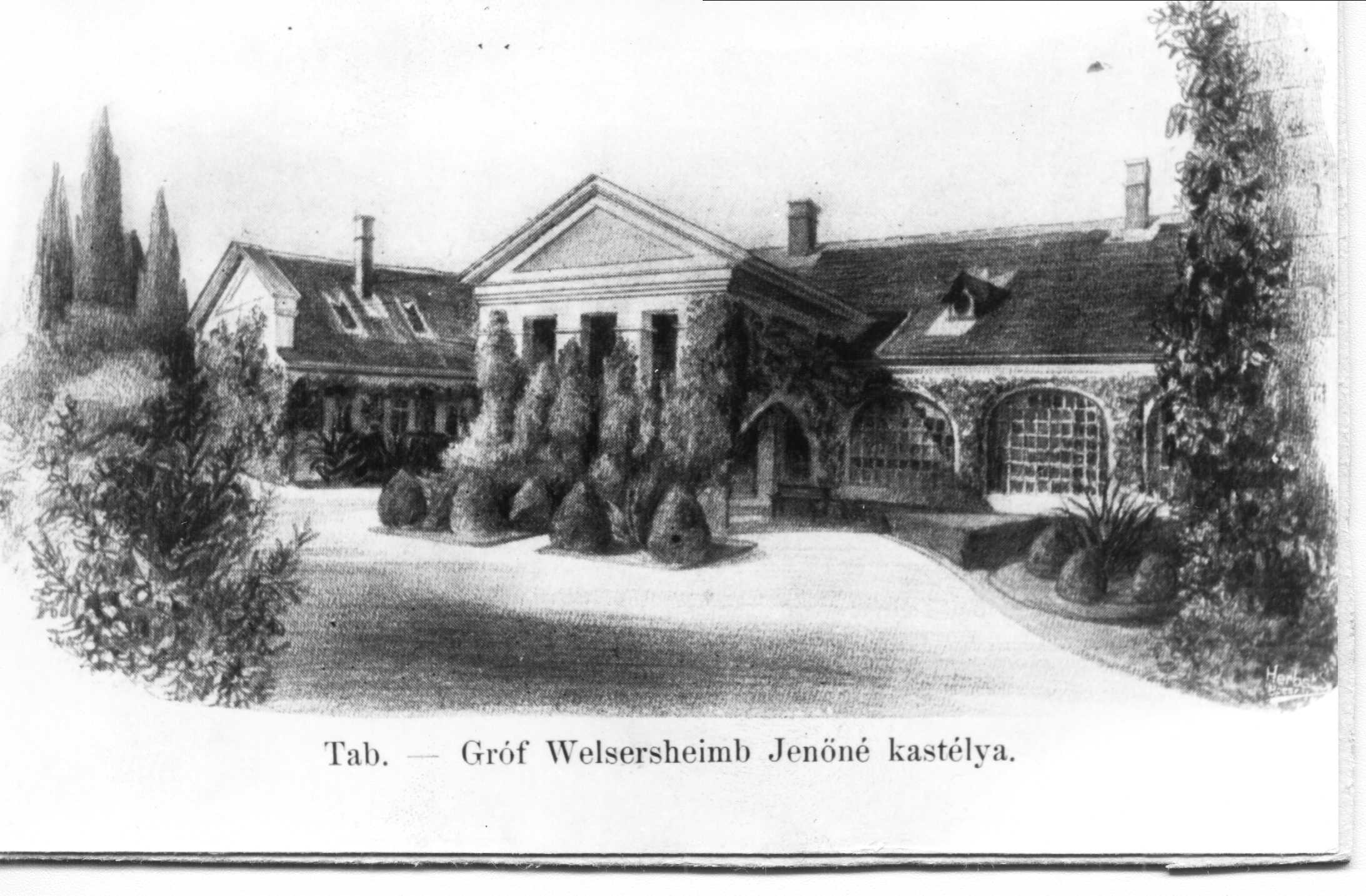
A Welsersheimb-kastély

- Szent István-szobor (2000)[18]

## Iskolák
- Tabi Takáts Gyula Általános Iskola és AMI
- Szent Gellért Római Katolikus Általános Iskola és Óvoda Archiválva 2009. március 5-i dátummal a Wayback Machine-ben
- Somogyi TISZK Rudnay Gyula Középiskola, Szakiskola és Kollégium

## Testvértelepülései
- Dettenhausen - Németország
- Szímő - Szlovákia
- Pered - Szlovákia
- Tusnádfürdő - Románia[19]

## Itt született
- Igmándy-Hegyessy Géza (1882–1980) testőr altábornagy, a Magyar királyi nemesi testőrség parancsnoka
- Igmándy-Hegyessy László (1884–1941) testőralezredes, Somogy vármegye főispánja
- Kőhalmi István sebész
- Nagy Ferenc (1920–1998) fafaragó
- Stern Sámuel Miklós (1920–1969) nyelvész, orientalista[20]
- Takáts Gyula (1911–2008) költő, író, műfordító, kritikus, tanár
- Zilahi Simon (1849–1913) újságíró, kiadóhivatali igazgató, a magyar bulvársajtó megteremtője.